# Diego Marani
Diego Marandi (Ferrara, 1959) é um escritor e linguista italiano. Em 1996 inventou a língua artificial europanto, que mistura palavras de diferentes idiomas.
Seu romance mais conhecido, Nova Gramática Finlandesa, foi traduzido para diversos idiomas e recebeu o prêmio literário Grinzane Cavour na Itália em 2001.